# Patrice (fils d'Aspar)
Pour les articles homonymes, voir Patrice.
Patrice (Πατρίκιος / Patrikios ; fl. 459-471) est un aristocrate et homme politique de l’Empire romain d’Orient, fils du puissant général Aspar, d’origine alano-germanique. 
Destiné au trône impérial par son père, il est nommé césar par l’empereur Léon Ier en 470. Son ascension suscite de vives tensions religieuses et politiques, et la chute d’Aspar en 471 entraîne également sa disparition de la scène historique.

## Biographie
Patrice est le troisième fils du général Aspar, magister militum et personnage influent à la cour de l’empereur Léon Ier. Comme son père et la plupart des peuples germaniques de l’époque, il adhérait à l’arianisme, une branche du christianisme considérée comme hérétique par l’Église de Constantinople.
Son nom, Patricius, à forte connotation romaine, témoigne de l’ambition de son père pour sa carrière, voire son accession au trône. En 459, Patrice est nommé consul par la cour de Constantinople, un poste prestigieux témoignant de son statut élevé.
En 470, dans le contexte des rivalités croissantes entre Aspar et le général isaurien Zénon, Aspar convainc l’empereur Léon de nommer son fils césar, le désignant ainsi comme héritier présomptif. Pour renforcer cette alliance, il est prévu que Patrice épouse la fille de l’empereur, Léontia.
Cependant, l’annonce de l’élévation d’un arien au rang de césar provoque une vive réaction à Constantinople. Le peuple et le clergé orthodoxe, menés par Marcellus, chef des moines acémètes, se soulèvent, considérant qu’un hérétique ne peut prétendre au trône. Léon et Aspar doivent alors promettre que Patrice se convertira au christianisme orthodoxe avant de devenir empereur, et qu’il ne pourra épouser Léontia qu’après sa conversion.
Aucune monnaie n’a été émise à son nom en tant que césar, et son unique acte officiel semble avoir été un voyage à Alexandrie, où il fut accueilli avec les honneurs dus à son rang.
En 471, une conspiration à la cour impériale aboutit à l’assassinat d’Aspar et de son fils aîné Ardabour. Le sort de Patrice à cette date est incertain : certaines sources suggèrent qu’il aurait été blessé mais aurait survécu, tandis que d’autres supposent sa mort lors du complot. Quoi qu’il en soit, il disparaît des sources historiques après cet événement. Le mariage projeté avec Léontia est annulé ; cette dernière épouse plus tard Marcien, fils de l’empereur Anthémius.